# Тает лёд
«Тает лёд» — песня украинской группы «Грибы», вышедшая синглом 10 марта 2017 года. Одновременно с выпуском состоялась презентация клипа на песню, который получил вирусную популярность и собрал более 20 миллионов просмотров на YouTube за первые две недели и 300 миллионов просмотров по состоянию на июль 2025 года. Сама песня также быстро стала одной из самых популярных композиций года на русском языке, уже через 2 недели возглавив чарты iTunes Store в 10 странах, а также став самым популярным треком в службах «Яндекс.Музыка», Google Play, Deezer и других. Песня была номинирована на украинскую музыкальную премию YUNA 2018 в категории «Лучшая песня» и победила.
По словам бывшего участника «Грибов» Киевстонера песню написал член команды Ѕимптом. Песня была записана в самом начале работы проекта, но, предвидя её мощный хитовый потенциал, продюсер Юрий Бардаш не стал выпускать её как стартовый сингл, дождавшись момента, когда группа уже стала известной.

## Чарты
| Чарт (2017)     | Лучшая позиция |
| --------------- | -------------- |
| СНГ (TopHit)    | 1              |
| Россия (TopHit) | 6              |

## Пародии
Клип на «Тает лёд» стал вирусным, породив множество различных пародий.
Свои пародии на клип сняли различные ютуберы:
| Ютубер                 | Название             | Просмотры | Примечание   |
| ---------------------- | -------------------- | --------- | ------------ |
| A4                     | Тает Срок на YouTube | 66 млн.   |              |
| ЯнГо                   | Тает Жир на YouTube  | 20 млн.   |              |
| MC Хованский & Соболев | Пиво Пьет на YouTube | 21 млн.   |              |
| Чоткий Паца            | Тает Лёд на YouTube  | 12 млн    | Видео скрыто |

Также, свою пародию сняли выпускники белозёрской школы, телекомпания АТВ, студия Квартал-95, Иван Ургант совместно с Александром Беляевым для шоу Вечерний Ургант и другие. В конце марта 2017 года был опубликован неудачный кавер от «Отрядов Путина».
Песня «Тает лёд» была исполнена Вероникой Коваленко на шоу Голос. Дети Украины 4 сезона.